# 16. ožujka
16. ožujka (16. 3.) 75. je dan godine po gregorijanskom kalendaru (76. u prijestupnoj godini).
Do kraja godine ima još 290 dana.

## Događaji
- 1560. – Nikola Šubić Zrinski i krajiški kapetan Juraj Lenković porazili Turke u bitci kod Žirovice.
- 1660. – Raspušten je Long Parliament, kojeg je izvorno sazvao Charles I.
- 1815. – Vilim I., prvi ustavni monarh u Nizozemskoj, proglasio se kraljem Ujedinjenog Kraljevstva Nizozemske.
- 1872. – Wanderers F.C. osvojio je prvi FA Cup, najstarije nogometno natjecanje na svijetu, porazivši Royal Engineers A.F.C. 1-0 u The Ovalu u Kenningtonu, London.
- 1900. – Sir Arthur Evans otkupio je radi iskapanja ruševine Knossosa, glavnog centra Minojske civilizacije i najveće arheološke lokacije na Kreti iz vremena brončanog doba.
- 1968. – Vijetnamski rat: američki vojnici ubili su 347 civila u My Laiju, Vijetnam.
- 1978. – Bivšeg talijanskog premijera Alda Mora otele su u Rimu Crvene brigade.
- 2025. - U požaru u noćnom klubu u Kočanima u Sjevernoj Makedoniji oko 59 ljudi je umrlo, a 155 ozlijeđeno.[1]

| - 1787. – Georg Simon Ohm, njemački fizičar († 1854.) - 1813. – John Snow, britanski liječnik († 1858.) - 1839. – Sully Prudhomme, francuski književnik - 1910. – Aladár Gerevich, mađarski mačevalac i olimpijski pobjednik († 1991.) - 1912. – Ana Bešlić, hrvatska kiparica iz Vojvodine († 2008.) - 1926. – Jerry Lewis, američki komičar, glumac i redatelj († 2017.) - 1941. – Bernardo Bertolucci, talijanski filmski redatelj i scenarist - 1952. – Vinko Kraljević, hrvatski glumac - 1967. – Zlatko Koren, hrvatski katolički svećenik - 1969. – Željko Svedružić, hrvatski znanstvenik - 1980. – Ivana Jelčić, hrvatska rukometašica | - 37. – Tiberije, drugi Rimski car (* 42. pr. Kr.) - 1935. - Aron Nimcovič, latvijski šahist i teoretičar (* 1886.) - John James Richard Macleod, škotski liječnik, nobelovac (* 1876.) - 1940. – Selma Lagerlöf, švedska književnica (* 1858.) - 1979. – Jean Monnet, francuski političar (* 1888.) - 2004. – Šime Balen, hrvatski novinar, političar, putopisac i prevoditelj (* 1912.) - 2004. – Danko Jakšić, hrvatski slikar (* 1962.) - 2007. – Ivica Percl, hrvatski pjevač (* 1945.) - 2009. – Boris Mutić, hrvatski sportski novinar (* 1939.) |

## Blagdani i spomendani
- Dan pravnika

## Imendani
- Agapit
- Smiljan
- Hrvoje
- Hilarije
- Julijan
- Euzebija
- Tacijan

1. ↑  Fire rips through overcrowded nightclub in North Macedonia, leaving dozens dead in panicked escape apnews.com Preuzeto 16. ožujka 2025.